# Schwanheide
Schwanheide ist eine Gemeinde im Landkreis Ludwigslust-Parchim in Mecklenburg-Vorpommern (Deutschland). Sie wird vom Amt Boizenburg-Land mit Sitz in der nicht amtsangehörigen Stadt Boizenburg/Elbe verwaltet.

## Geografie und Verkehrsanbindung

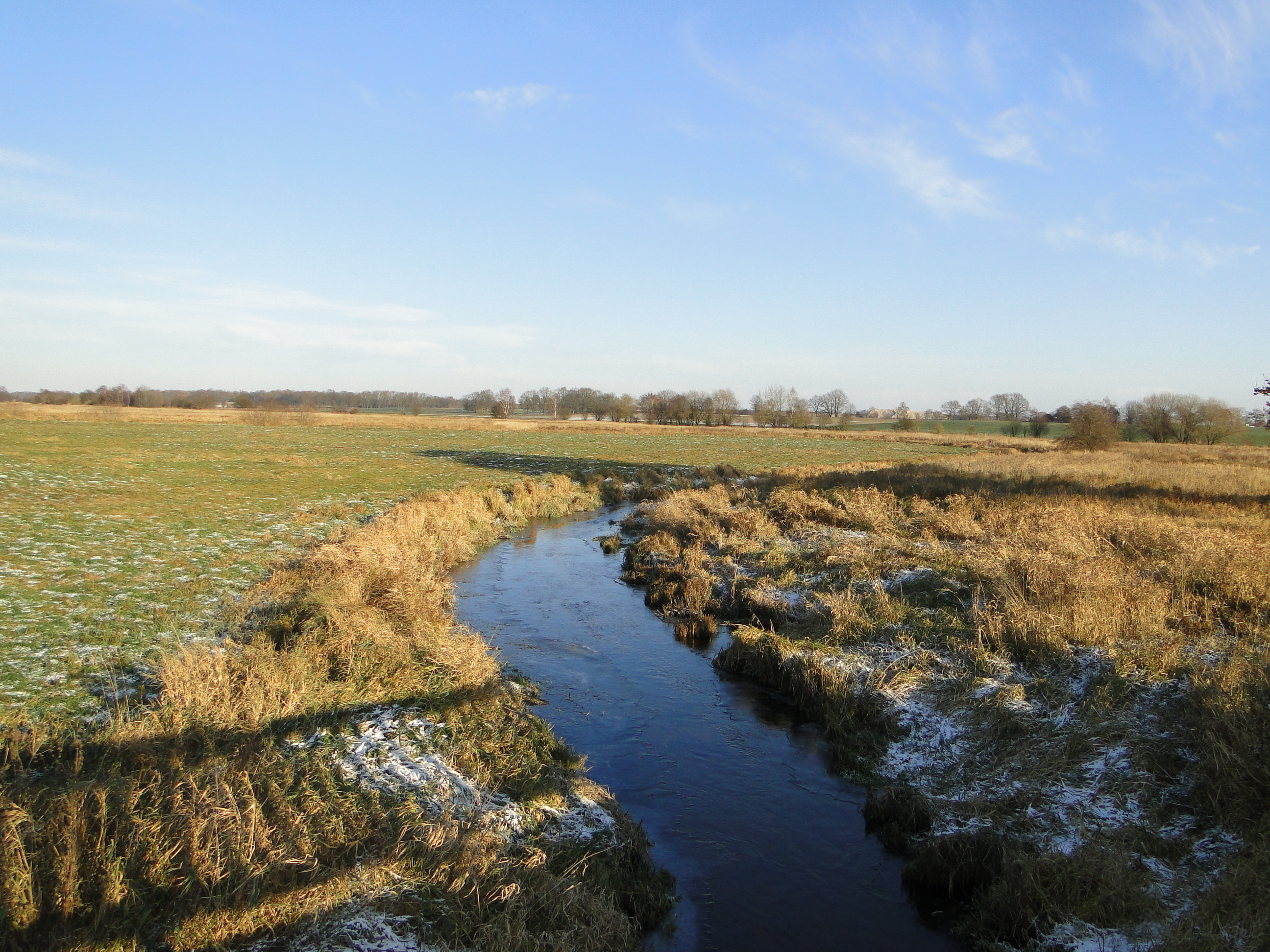
Delvenau an der Landesgrenze zu Schleswig-Holstein

Schwanheide liegt im Westen Mecklenburg-Vorpommerns etwa sechs Kilometer nordwestlich von Boizenburg/Elbe und grenzt an Schleswig-Holstein. Durch das Gemeindegebiet verläuft der Mühlenbach, an der nordwestlichen Gemeindegrenze die Riedebeck. An der westlichen Gemeindegrenze fließt die Delvenau durch das Naturschutzgebiet Stecknitz-Delvenau südlich in Richtung Elbe. Durch Kiesabbau entstanden zwischen Schwanheide und Zweedorf vier Seen. Die Gemeinde besitzt mit dem Bahnhof Schwanheide einen Halt an der Bahnstrecke Berlin–Hamburg.
Das Gemeindegebiet gliedert sich in die Ortsteile Schwanheide und Zweedorf. Die Siedlungen Bauernende, Neuendamm und Zweedorfer Tannen gehören zum Ortsteil Schwanheide. Schwanheides Nachbargemeinden sind Bröthen im Norden, Greven (Mecklenburg) im Nordosten, Gresse im Osten, Boizenburg/Elbe im Südosten, Nostorf im Süden und Witzeeze im Westen.

## Geschichte

### Schwanheide

#### Name
Der Name leitet sich von der Lage am westlichen Rand der historischen Schwanenheyde ab. Diese erstreckte sich von Leisterförde im Norden bis Gehrum im Süden und in der West-Ost-Ausdehnung vom Mühlenbach über die anschließende Boizenburger Heyde bis zur Boize. Am östlichen Rand der Schwanenheyde verlief der Boizenburger Frachtweg, auf dem das in Boizenburg gestapelte Lüneburger Salz auf dem Landweg über Fredeburg nach Lübeck transportiert wurde.

#### Mittelalter
Das Landesbederegister erwähnt erstmals 1560 eine Besiedelung der Schwanenheyde mit einem Meierhof. Dieser wurde vom Pächter als Schäferei betrieben. Ein Dorf bestand noch nicht. Etwa 1 km weiter südlich fand sich am Mühlenbach die Schwanheyder Mühl, ehemals Mühle des untergegangenen Dorfes Kladrum.

#### 17.–19. Jahrhundert
Von 1704 bis 1714 war der großherzoglich mecklenburgische Meierhof im Besitz des Geheimen Rates und Kammerpräsidenten Friedrich von Graevenitz. Danach war er bis 1722 an Hinrich Siemers, anschließend bis nach 1751 an dessen Schwiegersohn Valentin Kauffeldt verpachtet. In der Mitte des 19. Jahrhunderts wurden die nördlichen Flächen des Meierhofes bis zu den Piperkaten mit 6 Erbpachthufen und einer Büdnerei aufgesiedelt, die die Bezeichnung Bauernende erhielten. Erst mit dieser Aufsiedelung entstand ein Dorf, das sich dann mit der Einrichtung des Haltepunktes an der Bahnstrecke Berlin–Hamburg 1886 rasant vergrößerte.

#### Neuzeit

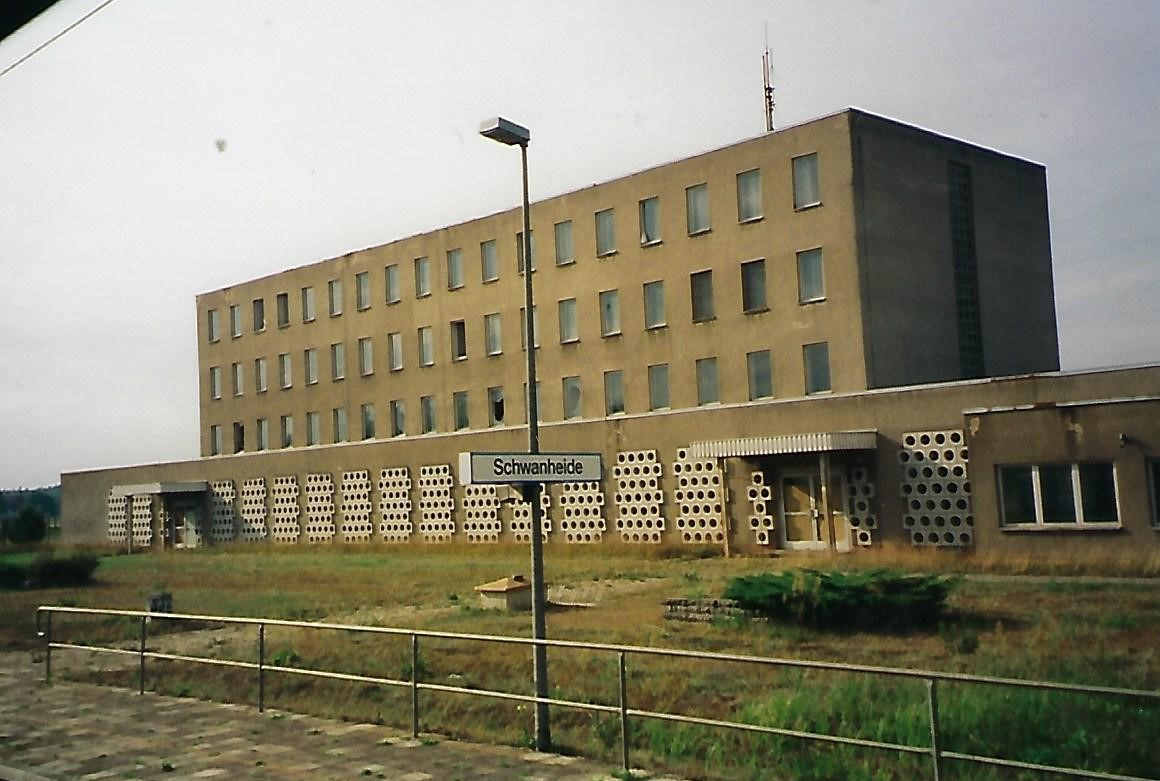
Ehemaliges Grenzabfertigungsgebäude am Bahnhof

1921 wurde Schwanheide aus der Gemeinde Zweedorf ausgegliedert und eigenständige Gemeinde. Ein Jahr später wurde das bis dahin zu Boizenburg gehörige Neuendamm nach Schwanheide gelegt. Am 20. Mai 1925 wurde die Freiwillige Feuerwehr Schwanheide gegründet. Während der Deutschen Teilung war der Bahnhof Schwanheide Grenzstation für Interzonenzüge und den Transitverkehr durch die DDR auf der Strecke Berlin–Hamburg. Die Kapelle in Schwanheide wurde in den 1960er Jahren nach schwedischem Vorbild aus Holz errichtet. Der hölzerne Glockenstuhl wurde 1991 gebaut. Die 1651 gegossene Glocke darin stammt aus der abgerissenen Kirche in Zweedorf. Schwanheide war stets in Zweedorf eingepfarrt. 
Im Jahre 1979 bestand in Schwanheide neben der LPG Geflügelhof Schwanheide und der LPG „Einheit“ Tierproduktion Schwanheide noch die KAP Pflanzenproduktion Schwanheide, die sich aus den beiden LPG Schwanheide und Zweedorf zusammensetzte und die geringsten Erträge im Altkreis Hagenow erwirtschaftete. Nach einem Austausch der Kader und der Führung noch im Jahre 1979 gelang es, trotz der sandigen Böden und der fehlenden Beregnungsmöglichkeiten die Produktivität derart zu verbessern, dass mit Roggen und Kartoffeln ab 1982 dauerhaft eine Platzierung unter den drei ertragsstärksten Pflanzenbaubetrieben in Hagenow erreicht wurde.

### Zweedorf

#### Name
Zweedorf wird 1252 als Twedorp erstmals urkundlich erwähnt. Der Name soll infolge der Vereinigung der beiden Dörfer Borgstorf und Kladrum entstanden sein ("Zweidorf"). Demgegenüber hat Wieben darauf hingewiesen, dass der für das Jahr 1241 belegte Boizenburger Ratsvorsteher Henricus de Thvedorp aus Zweedorf stammt, weshalb auch eine Namensgebung in Anlehnung an einen Vorfahren dieses Heinrich von Zweedorf – als ministerialer Lokator aus dem Gefolge Heinrich des Löwen – in Betracht gezogen werden muss.

#### Mittelalter
Zweedorf liegt in einem ehemaligen Ödlandstreifen unmittelbar östlich des Limes Saxoniae. Dieser Ödlandstreifen verlief im Mittelalter entlang der Delvenau und erstreckte sich nach Osten bis zur Boize. Ob das Gebiet planmäßig von einer Besiedlung frei gehalten wurde oder ob überwiegend geomorphologische Gründe ausschlaggebend gewesen sind, ist noch nicht abschließend erforscht. In Ermangelung slawischer Keramikfunde wird bislang davon ausgegangen, dass das Sandergebiet zwischen Delvenau und Boize bis 1143 allenfalls eine spärliche slawische Besiedlung aufgewiesen hat. Aktuelle Ausgrabungsergebnisse deuten jedoch auf eine kontinuierliche slawische Besiedelung seit dem 8. Jahrhundert hin.
Das Dorf wurde im Rahmen des hochmittelalterlichen Landesausbaus als Platzdorf auf einer in die Delvenauniederung vorgeschobenen Landzunge des Sanders angelegt. Die einzige Zuwegung führte nach Osten zu den Ackerflächen, die Sackgasse zeigte zur Delvenau. Ursprünglich verfügte Zweedorf über eine Größe von mindestens 16 Hufen: 1252 verleiht Gunzelin, Graf von Schwerin, 9 Hufen in Zweedorf an das Kloster Zarrentin, welche dieses zuvor von dem Bürger Wichfried aus Wittenburg gekauft hat. 1279 gehören dem Kloster bereits 14 Hufen und eine Vielzahl von Kossatenstellen und 1297 schließlich verschenkt Nikolaus, Graf von Schwerin, 2 Hufen Land in Zweedorf nebst weitreichenden Privilegien an die Kirche in Boizenburg. Im gleichen Jahr verkauft er das übrige Dorf „mit allem lebenden und toten Inventar“ an das Kloster Zarrentin. Für das Jahr 1335 wird erstmals eine Kirche in Zweedorf erwähnt. Im Jahre 1496 gehörte Zweedorf mit 64 Erwachsenen und 38 Kindern unter 15 Jahren zu den größten Dörfern der Vogtei Boizenburg. Nach der Auflösung des Klosters Zarrentin 1552 gelangte Zweedorf in landesherrlichen Besitz und wurde fortan durch das Domanialamt Boizenburg verwaltet.
Trotz seiner versteckten Lage am Rande der Schwanenheyde und abseits des Boizenburger Frachtweges blieb auch Zweedorf von den Auswirkungen des Dreißigjährigen Krieges nicht verschont. Von 13 Vollbauern, 4 Kossaten und 4 Häuslern im Jahre 1618 verblieben 1640 nur noch 7 Vollbauern, davon 2 auf den beiden Hufen der Boizenburger Kirche. 9 Gehöfte waren verwüstet. Die Verluste an Menschen sind nicht belegt.

#### 17.–19. Jahrhundert
1734 als Folge der Reichsexekution an das Kurfürstentum Hannover verpfändet, gehörten Amt und Dorf ab 1768 wieder zu Mecklenburg-Schwerin. Nach Anordnung der Separation in Mecklenburg – Schwerin 1822 kam es bis 1850 zur sukzessiven Aussiedlung von Bauernhöfen in die Zweedorfer Feldmark. Hierdurch entstand am Bösdörper Weg, ungefähr auf Höhe des untergegangenen Dorfes Borgstorf, die Siedlung Neu-Zweedorf. Im gleichen Zuge wurden auf den frei gewordenen Grundstücken in der Ortslage von Zweedorf Büdnereien errichtet. 1890 begann ein Hamburger Unternehmer am südlichen Dorfrand mit dem Kiesabbau, der die Feldmark dauerhaft und grundlegend umgestaltete. Sande und Kiese wurden mit einer Lorenbahn bis zur Bahnstrecke Berlin–Hamburg transportiert, dort auf Güterzüge umgeladen und als Baustoffe unter anderem für den Ausbau des Hafens, des Hauptbahnhofes sowie des Güterbahnhofes Tiefstack nach Hamburg verfrachtet. Im Zuge des Kiesabbaus in den 1890er Jahren gemachte Urnenfunde belegen eine Besiedelung des Ortes bereits in der jüngeren Bronzezeit.

#### Neuzeit
1919 errichtete ein Firmenkonsortium nordöstlich des Dorfes einen Munitionszerlegebetrieb, in dem zeitweilig bis zu 300 Arbeiter aus Mölln und Lauenburg beschäftigt waren. Ab 1924 wurde dort im Rahmen der Wiederbewaffnung unter strengster Geheimhaltung Munition hergestellt. Das Gebiet ist bis heute gesperrt.
Im Mai 1945 besetzten zunächst britische Truppen Zweedorf, nach deren Abzug im Juli die Sowjetarmee. Ab 1947 war neben den sowjetischen Soldaten Polizei zur Grenzüberwachung in Zweedorf stationiert. Mit dem Abzug der Soldaten erfolgte am Bösdörper Weg die Errichtung eines ersten Kompaniegebäudes für die Deutsche Grenzpolizei. Im Rahmen der Aktion Ungeziefer im Juni 1952 wurden die Einwohner Neu-Zweedorfs, ein Großteil der Bewohner der 100 Jahre zuvor eingerichteten Aussiedlerhöfe sowie Bewohner des Dorfes zwangsausgesiedelt. Insgesamt wurden 9 Bauern- und 5 Arbeiterfamilien abtransportiert. Andere konnten sich einer Verschleppung oder Verhaftung durch Flucht in den Westen entziehen. Die Höfe verfielen und wurden eingeebnet. Der Zuzug nach Zweedorf und die Errichtung von Neubauten waren untersagt. Der Bezug leerstehender Wohnhäuser war nicht gestattet; diese wurden abgerissen. Die Feuerwehr Zweedorf wurde aufgelöst und der Schwanheider Freiwilligen Feuerwehr als II. Löschzug angegliedert. Am 25. Februar 1965 verlor Zweedorf seine Eigenständigkeit und wurde nach Schwanheide eingemeindet. 

#### Kirche Zweedorf

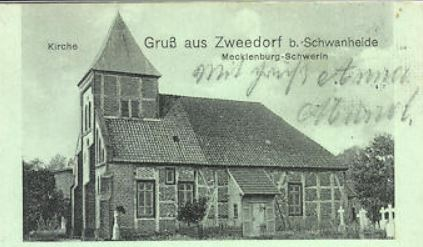
Kirche Zweedorf, historische Abbildung

Die Kirche Zweedorf wurde am 18./19. November 1978 abgerissen, da das DDR-Regime befürchtete, dass das Gebäude wegen der Nähe zur innerdeutschen Grenze von potenziellen Flüchtlingen als Versteck genutzt werden könnte. 1982 erfolgte der Abriss des Pfarrhauses. Im Jahr 2009 wurde mit dem Bau der neuen Kirche begonnen. Die Einweihung erfolgte am 4. September 2011.
Nach der Wende und friedlichen Revolution in der DDR versuchten die verbliebenen Dorfbewohner, den alten Gemeindestatus zurückzuerlangen; sie scheiterten aber an der geringen Einwohnerzahl. Durch Zuzug aus Schleswig-Holstein verfügt der Ortsteil heute wieder über eine geschlossene Ortslage mit rund 140 Einwohnern.

## Politik

### Gemeindevertretung und Bürgermeister
Bürgermeister der Gemeinde ist Martin von Holten. Der Gemeinderat besteht (inkl. Bürgermeister) aus 9 Mitgliedern. Die Wahl zum Gemeinderat am 26. Mai 2019 hatte folgende Ergebnisse:
| Partei/Bewerber                             | Prozent | Sitze |
| ------------------------------------------- | ------- | ----- |
| Freie Wählergruppe für Schwanheide/Zweedorf | 50,29   | 5     |
| Wählergemeinschaft Ortsteil Schwanheide     | 29,05   | 2     |
| Wählergruppe „Das geht uns alle an“         | 20,67   | 2     |

### Wappen
| Wappen von Schwanheide | Blasonierung: „In Rot über zwei schräg gekreuzten goldenen Heidekrautzweigen mit silbernen Blüten ein flugbereiter, goldbewehrter silberner Schwan.“ |
| Wappen von Schwanheide | Wappenbegründung: Historische Wappenbeschreibung: Das „redende Wappenbild“ zeigt einen Schwan und zwei sich kreuzende Heidezweige, die symbolhaft für die Ortsteile Schwanheide und Zweedorf stehen. Der Name Schwanheide zeigt die typischen Merkmale des Dorfes mit Schafzucht, bestehend aus heute noch ersichtlicher Heidelandschaft und eines Schwanenpaares an einem jetzt versiegten Weiher. Das Wappen und die Flagge wurde von der Schwanheiderin Heike Müller gestaltet. Es wurde zusammen mit der Flagge am 6. Oktober 2011 durch das Ministerium des Innern genehmigt und unter der Nr. 338 der Wappenrolle des Landes Mecklenburg-Vorpommern registriert. |

### Flagge

Flagge der Gemeinde Schwanheide

Die Flagge ist quer zur Längsachse des Flaggentuchs gestreift von Rot, Weiß, Rot, Weiß und Rot. Die äußeren roten Streifen nehmen dabei jeweils drei Zwanzigstel, die weißen Streifen jeweils ein Achtel und der rote Mittelstreifen neun Zwanzigstel der Länge des Flaggentuchs ein. In der Mitte des roten Mittelstreifens liegen die Figuren des Gemeindewappens: über zwei schräg gekreuzten gelben Heidekrautzweigen mit weißen Blüten, die vier Fünfzehntel der Höhe des Flaggentuchs einnehmen, ein flugbereiter, gelbbewehrter weißer Schwan, der zwei Drittel der Höhe einnimmt. Die Höhe des Flaggentuchs verhält sich zur Länge wie 3:5.

### Dienstsiegel
Das Dienstsiegel zeigt das Gemeindewappen mit der Umschrift „GEMEINDE SCHWANHEIDE • LANDKREIS LUDWIGSLUST-PARCHIM“.

### Ehemalige Bürgermeister
| Amtszeit  | Name            | Wohnort     |
| --------- | --------------- | ----------- |
| bis 1953  | Carl Scherner   | Schwanheide |
| bis 1994  | Helmut Smiatek  | Schwanheide |
| 1994–1999 | Albert Simon    | Zweedorf    |
| 1999–2004 | Helmut Smiatek  | Schwanheide |
| 2004–2014 | Gerd Altenburg  | Schwanheide |
| 2014–2019 | Stefanie Humpke | Zweedorf    |

## Sehenswürdigkeiten
- Gutshaus in Schwanheide; eingeschossiger Fachwerksbau mit Krüppelwalmdach
- Hallenhäuser in Zweedorf

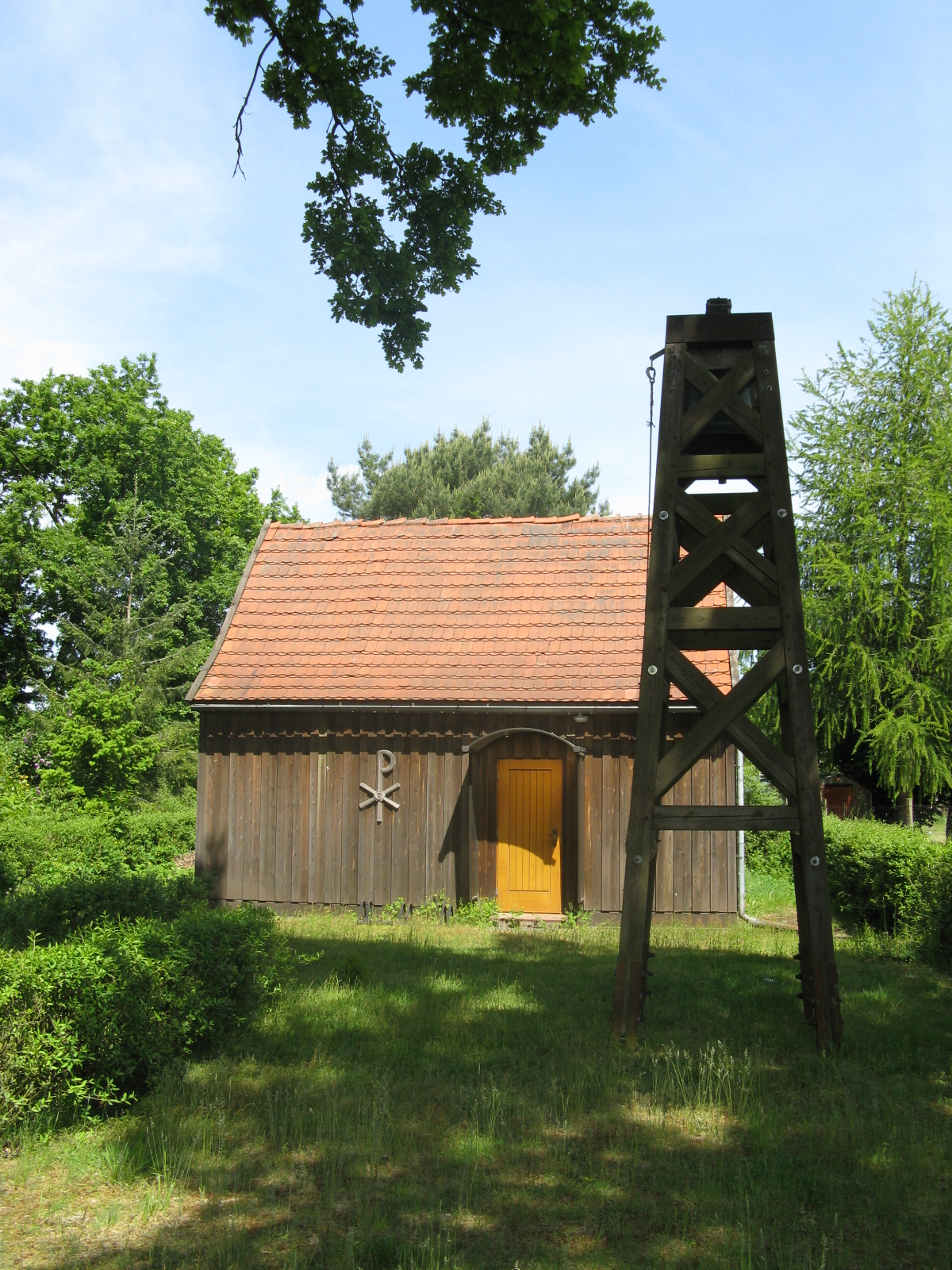
Kapelle in Schwanheide (2008)
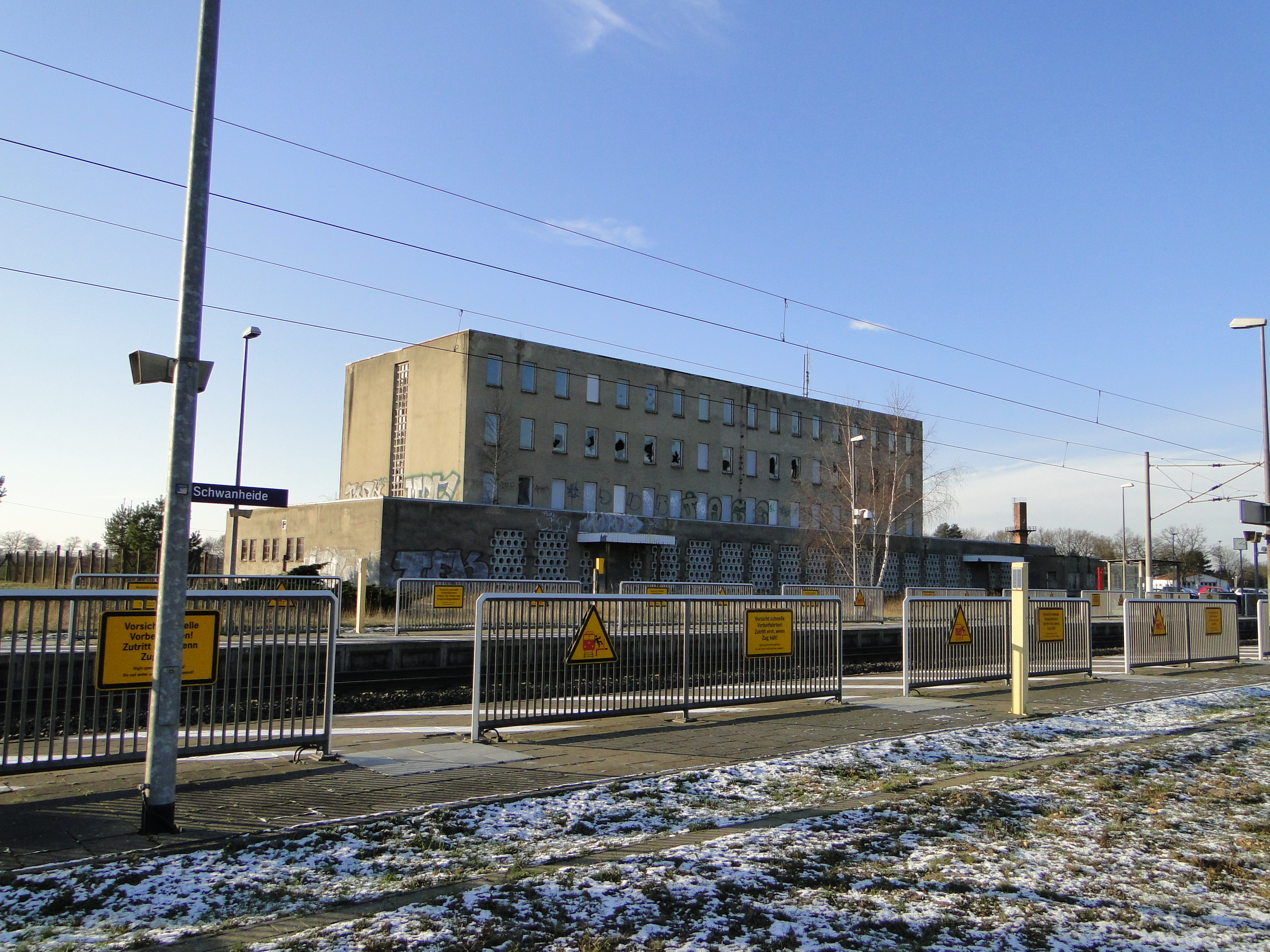
Haltepunkt Schwanheide, ehemaliger Grenzbahnhof (2010)
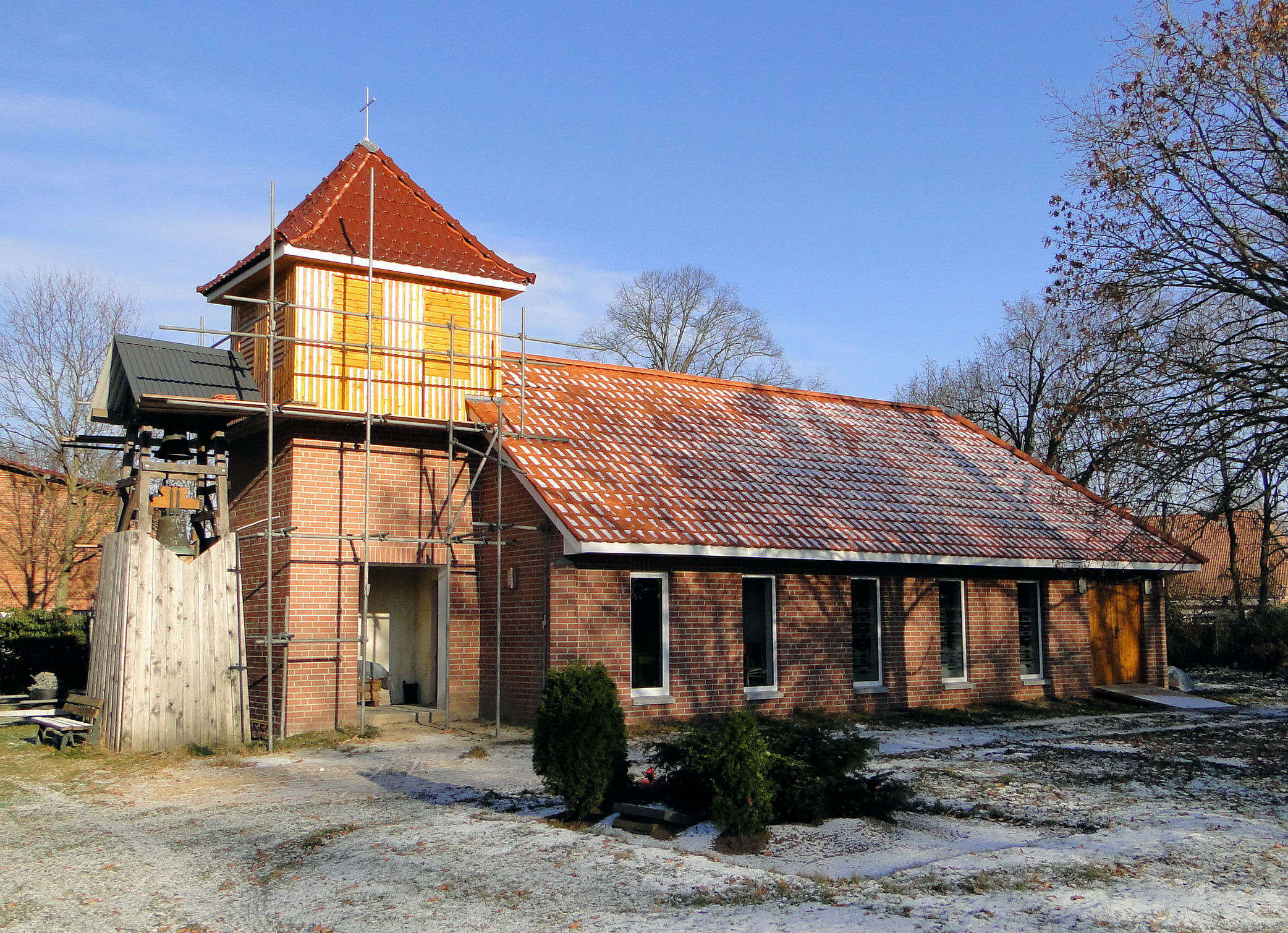
In Bau befindliche Kapelle in Zweedorf (2010)
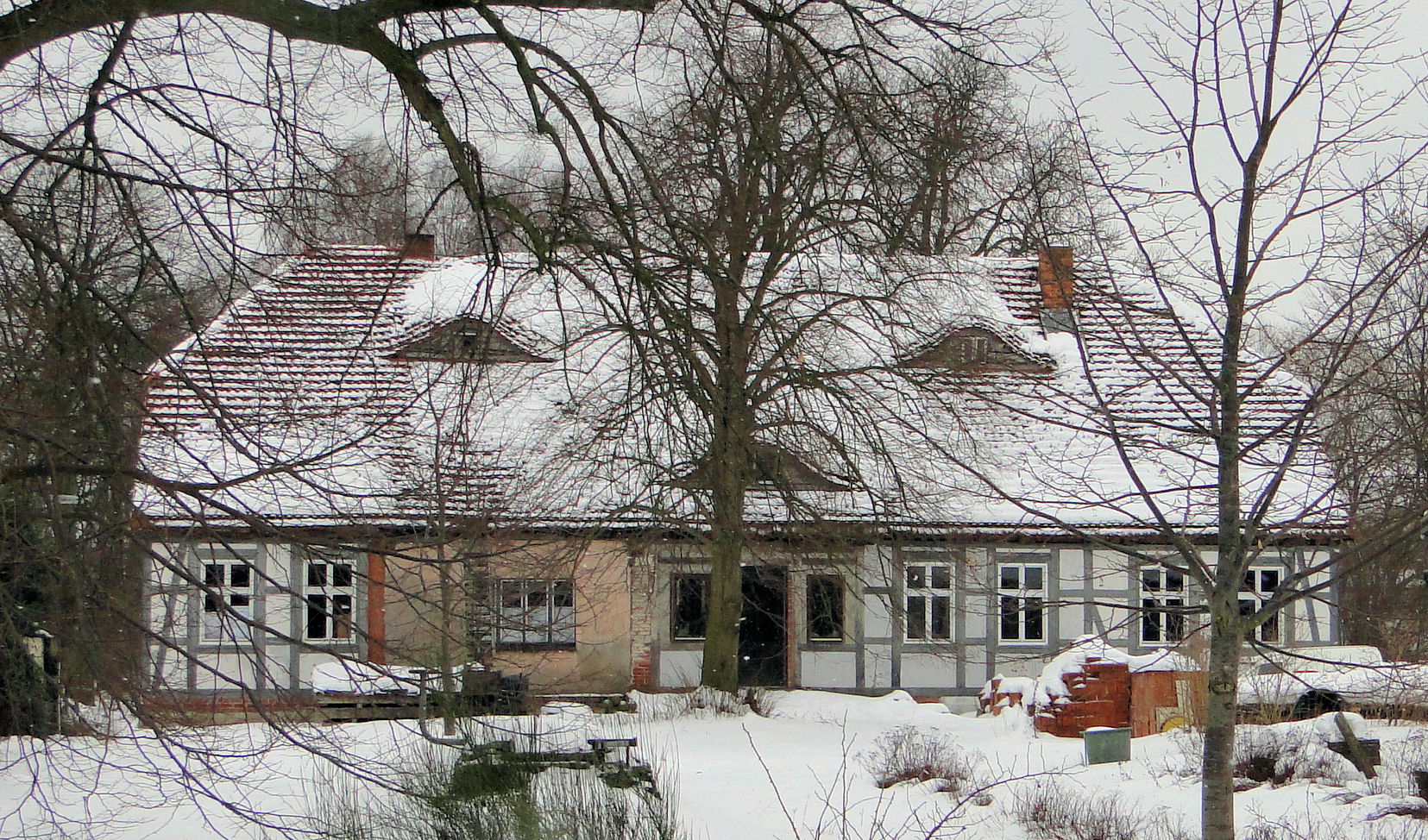
Gutshaus in Schwanheide

## Wirtschaft
Im Ortsteil Schwanheide gibt es einige kleine Firmen, darunter für Anlagenbau und Agrarprodukte.

## Persönlichkeiten
Gerhard Tolzien (1870–1946), 1899 Hilfsprediger in Zweedorf und Verfasser der Zweedorfer Kirchenchronik, später Landesbischof von Mecklenburg-Strelitz